# Universidade do Centro (Suécia)
A Universidade do Centro (Miun; em sueco: Mittuniversitetet; LITERALMENTE Universidade do Meio) é uma instituição pública de ensino superior, composta por dois campi nas cidades de Sundsvall e Östersund, situadas na região histórica da Norrland, no norte da Suécia. 
Tem cerca de 24 500 estudantes, dos quais cerca de 6 000 presenciais e os restantes à distância.
Conta com 170 estudantes-pesquisadores, e 1 200 professores e funcionários.                                         
Compreende 2 campi – o Campus Sundsvall, na cidade costeira de Sundsvall, e o Campus Östersund, na cidade interior de Östersund, com dois perfis pedagógicos distintos.       
Em Sundsvall são ministrados cursos principalmente na área da técnica e das ciência da natureza, e em Östersund cursos na vertente das ciências sociais e técnicas. 

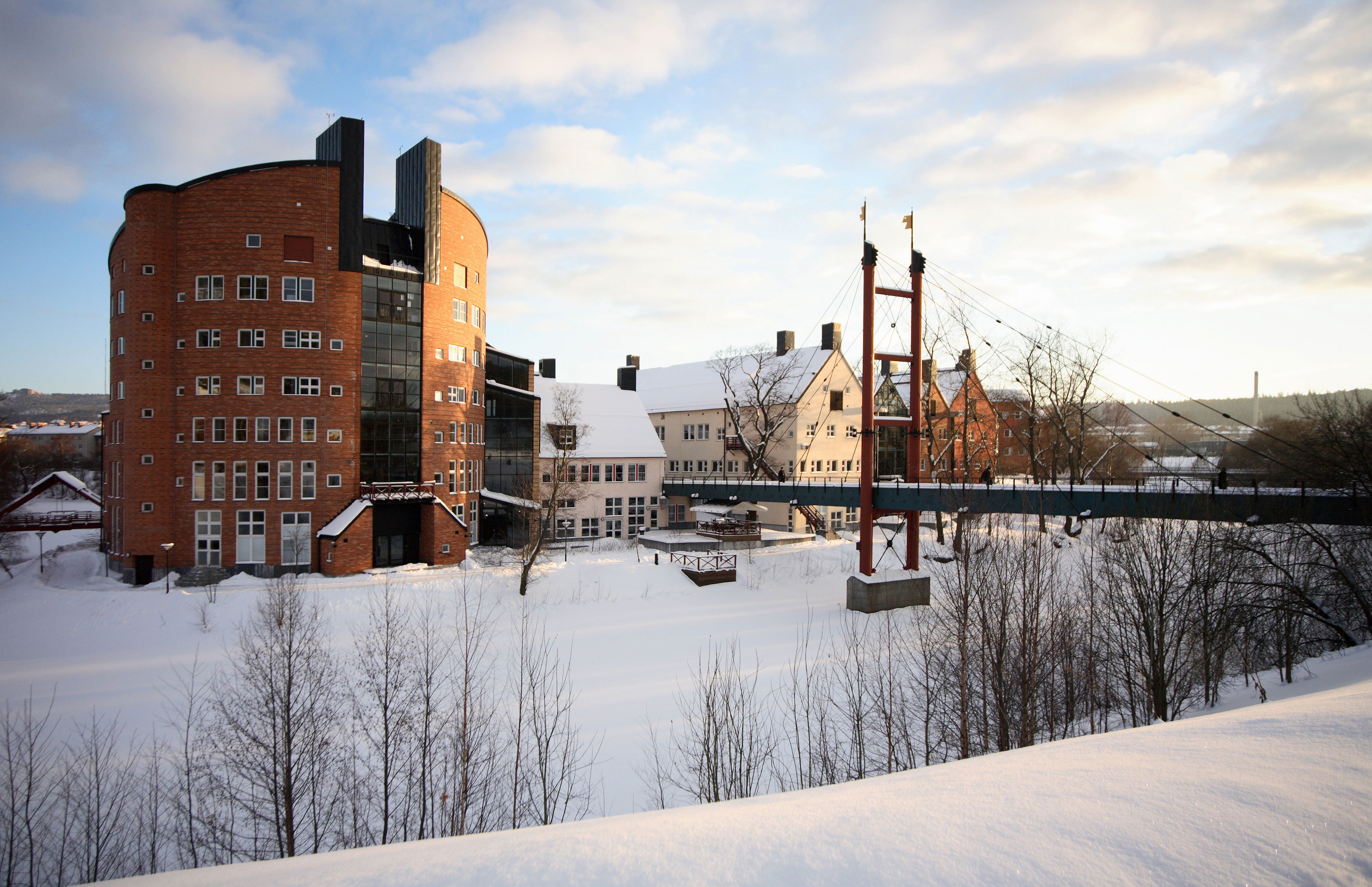
Campus Åkroken em Sundsvall
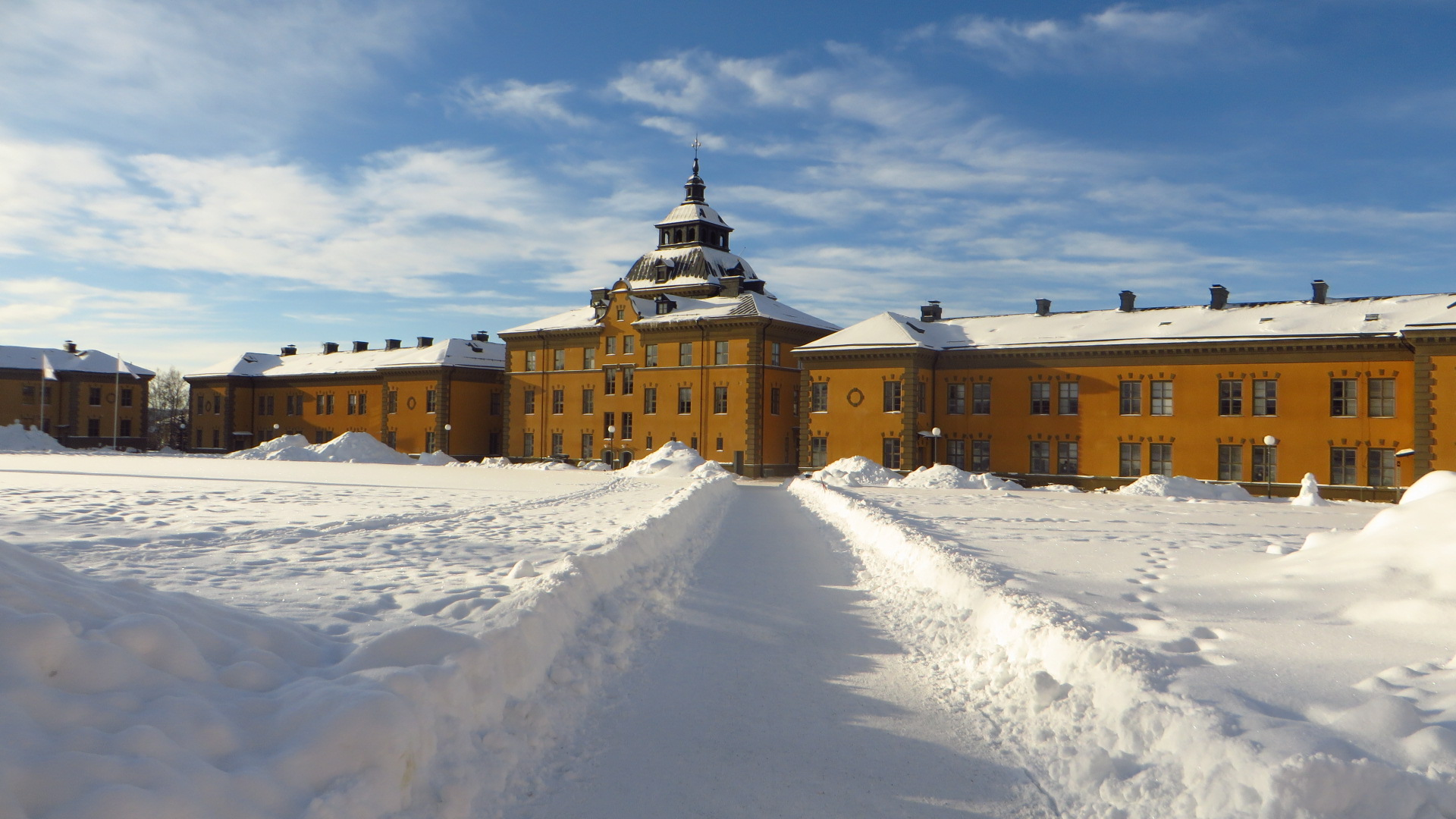
Campus em Östersund